# Ісіда
Ісі́да (Ізі́да) (давньоєгипетське Jsj. t, грец. Ίσις) — одна з головних божеств єгипетської міфології, богиня родючості й материнства. За найдавнішими міфами, дочка богині неба Нут та бога землі Геба або бога сонця Ра; за пізнішими — сестра й дружина бога Осіріса.
Зображувалась у вигляді корови з сонячним диском між рогами або в образі жінки з рогами й сонячним диском на голові, інколи з сином Гором на руках.
Культ Ісіди був поширений не лише в Єгипті, за античності він поступово утвердився також у Греції та Римі.
Її символом є тиєт.

## Функції
Ісіда шанувалася як богиня родючості та достатку. Фараони вважалися її синами, так само як бог Гор. Часто Ісіду зображали як жінку, яка годує грудьми Гора-фараона. Ісіді також відводилася роль годувальниці померлих, які живуть в потойбічному світі Дуаті. Вона захищала Гора, Амсета, та іноді описувалася учасницею суду над померлими.
Ісіді приписувалося знання чаклунства та створення кобри. У греко-римському світі її шанували як володарку землі, творця небесних світил, опікунку моряків, винахідницю вітрил.

## Ісіда в міфах

### Ісіда та Ра
За часів, коли на землі правив бог Ра, Ісіда стала наймудрішою богинею. Їй було відомо все на землі та в небі, крім одного — таємного імені Ра, що давало владу над світом. Аби дізнатися це ім'я, Ісіда вигадала хитрість. Зі слини, яка впала з рота бога сонця та змішалася із землею, вона створила кобру і кинула її на дорогу, якою Ра проходив щодня. Від укусу його охопив жар і гарячка, а Ісіда прибула з обіцянкою вилікувати бога сонця. Єдиною умовою вона поставила дізнатися таємне ім'я. Той називав різні свої титули, але отрута не покидала тіло Ра, завдаючи ще більших страждань. Зрештою Ра погодився виказати таємницю, але якщо таємне ім'я буде передано сину Ісіди — Гору. Ісіда вилікувала його, проте після цього Ра вже не повертався до царювання на землі, а піднявся на небо, щоб звідти освітлювати світ.

### Ісіда та Гор
У часи, коли Єгиптом правив Осіріс, Ісіда була його дружиною і правила разом з ним. Коли Осіріса підступно вбив бог пустелі Сет, богиня знайшла його тіло і зачала від нього Гора. Вирісши, її син став претендувати на престол Єгипту, відібраний Сетом. У боротьбі Гора й Сета вона підтримувала чарами сина, тому сили виявилися рівними. Дев'ятеро головних богів на чолі з Ра ухвалили вирішити суперечку за владу змаганням. Сет боявся, що Ісіда і тут допомагатиме сину, тому їй було заборонено знаходитися поруч. Та богиня розшукала місце проведення змагань і перетворилася на стару. Вона підкупила золотом перевізника Анті, сказавши, що прямує допомогти синові, який хоче повернути своє викрадене стадо (давньоєгипетською «стадо» і «титул» звучали однаково). Перетворившись після цього на дівчину, вона попросила Сета вирішити її проблему. Мовляв, вона є донькою пастуха, котрого вбив його брат, а його сина прогнав і худобу забрав собі. Сет присудив побити злочинця, вигнати його, а стадо віддати синові. У цю мить Ісіда обернулася яструбицею і оголосила, що Сет щойно призначив сам собі покарання і мусить віддати трон Гору.
Коли суперечку все ж було вирішено в ході двох змагань, Гор став фараоном Єгипту і намірився вбити Сета. Ісіда зупинила його, позаяк бог пустелі був їй рідним братом. Розгніваний Гор зірвав з голови матері її вінець. Бог Тот почепив замість вінця коров'ячі роги, тому відтоді Ісіду часто зображали саме такою.

## Культ Ісіди
Головне святилище Ісіди знаходилося на острові Філе, неподалік від Асуана. Іншим важливим центром поклоніння був Коптос, де Ісіда вважалася дружиною бога Міна, та Абідос, вона входила до священної тріади з Осірісом і Гором. У Нубії Ісіді поклонялися аж до VI століття, в той час, коли рештою Єгипту вже поширилося християнство.
Культ Ісіди рано поширився і в Греції, а в добу еллінізму вона стала шанованою богинею. У Стародавньому Римі культ Ісіди почав поширюватись у I ст. до н. е. Свята на честь Ісіди мали характер містерій. Утаємничені постилися й молились Ісіді вранці й увечері, брали участь у процесії. Ці містерії нагадували елевсінські містерії на честь Деметри. У римлян 5 березня святкували «Плавання корабля Ісіди»: до берега несли вітрильне судно й опускали його на воду. Імператор Калігула спорудив на Марсовому полі храм Ісіди.

## Галерея

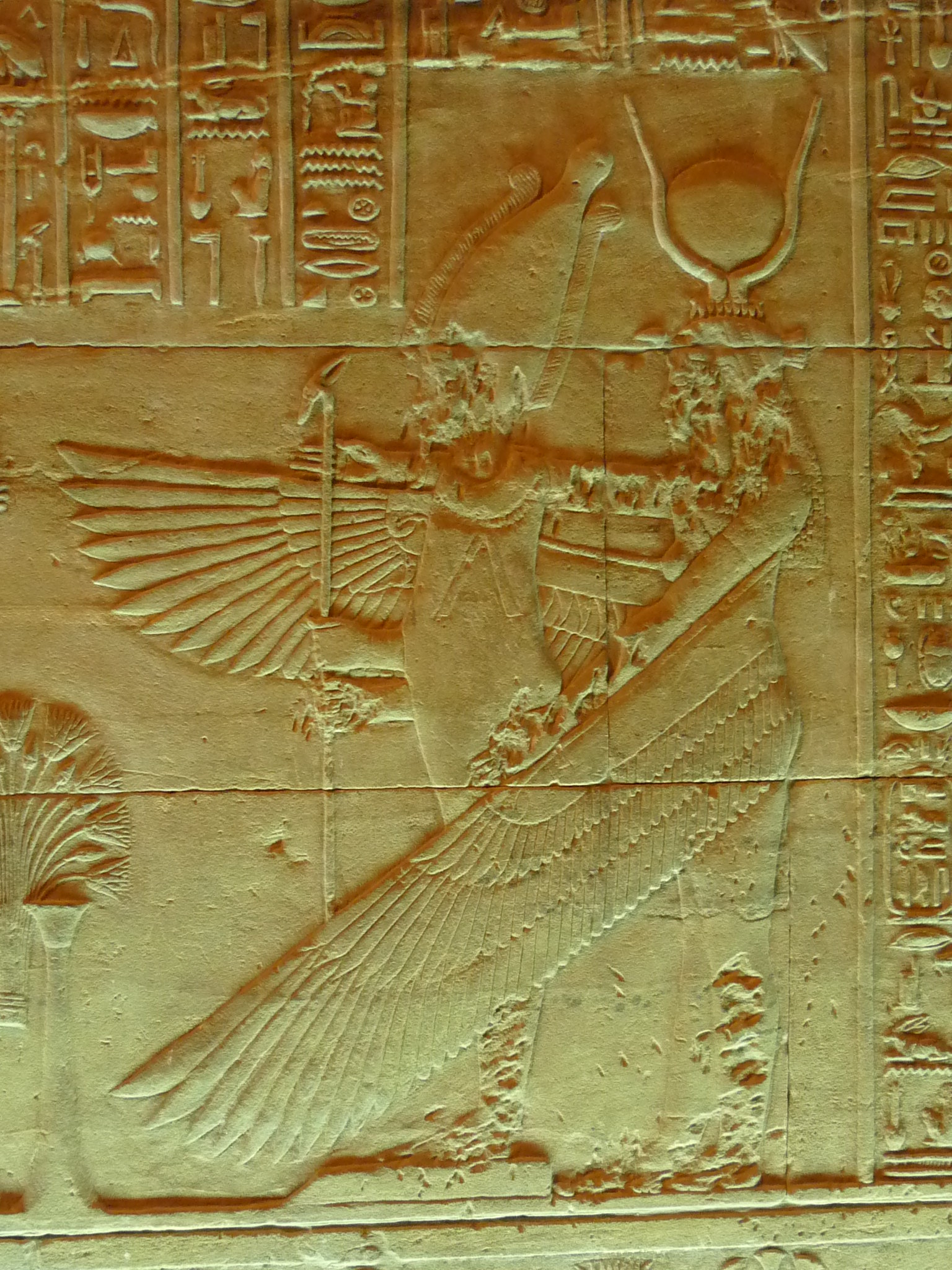
Зображення Ісіди в її храмі на острові Філи
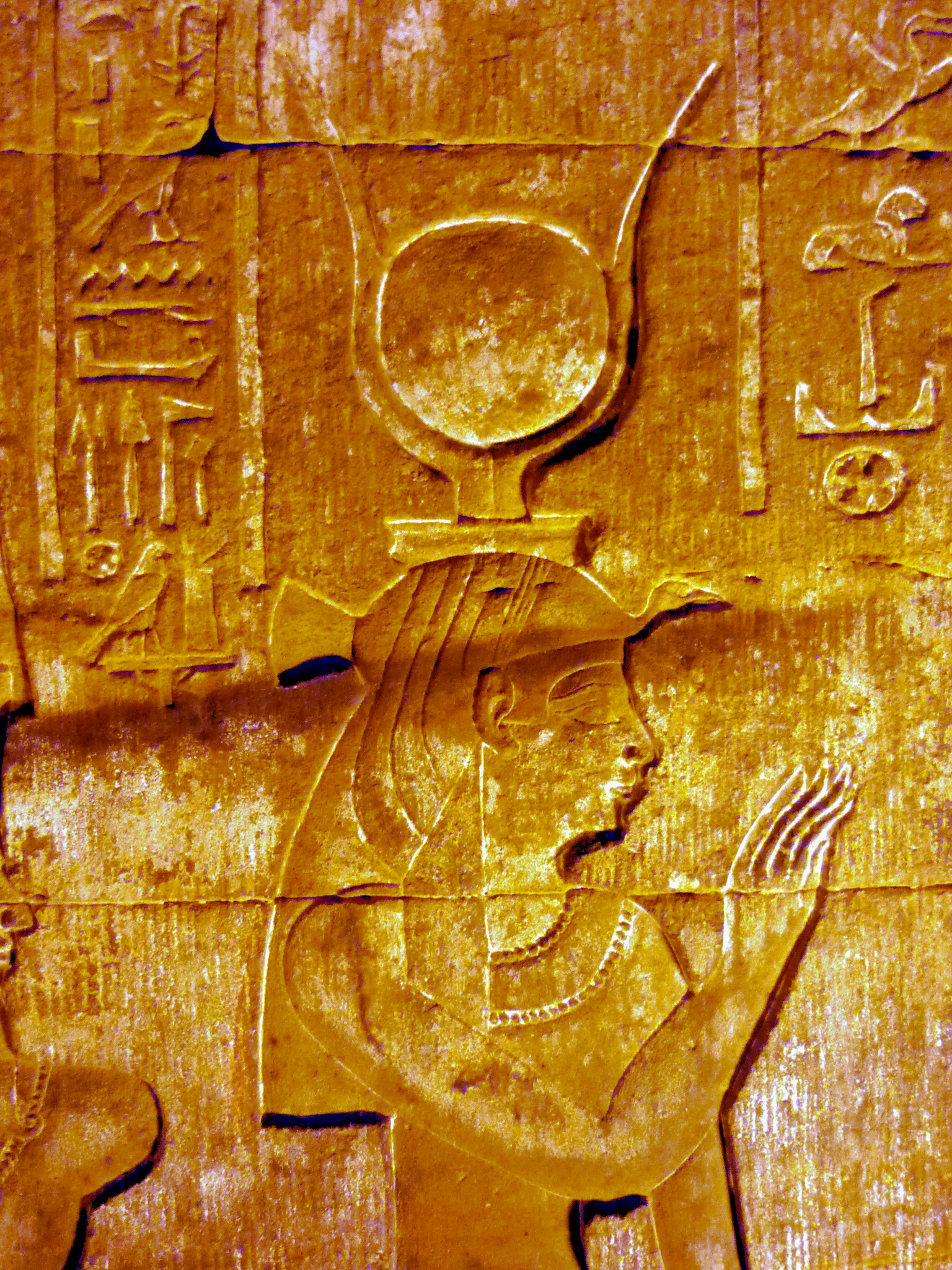
Зображення Ісіди в храмі Едфу
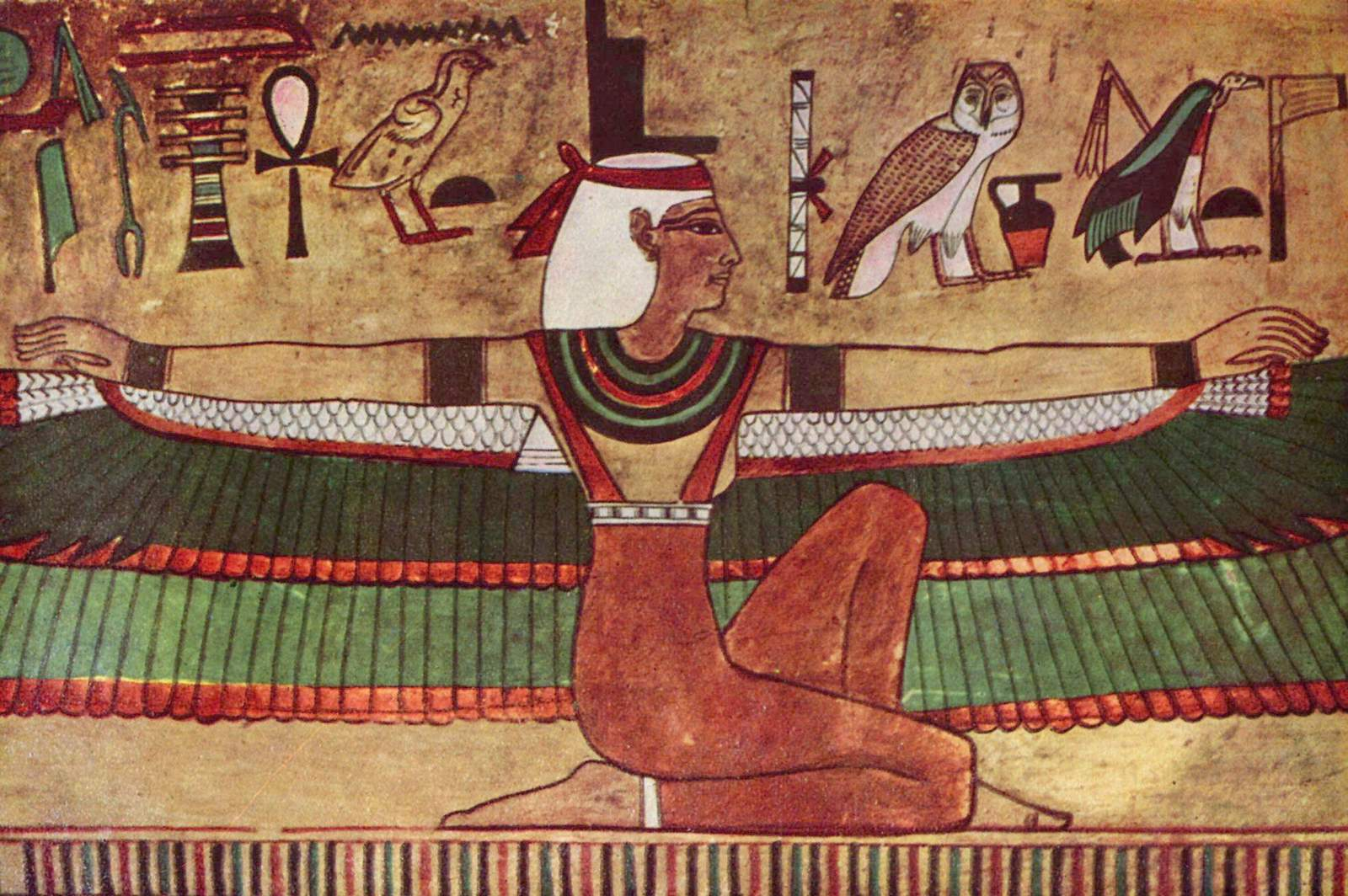
Зображення Ісіди в гробниці Сеті I, 1380-1335 роки до н.е.
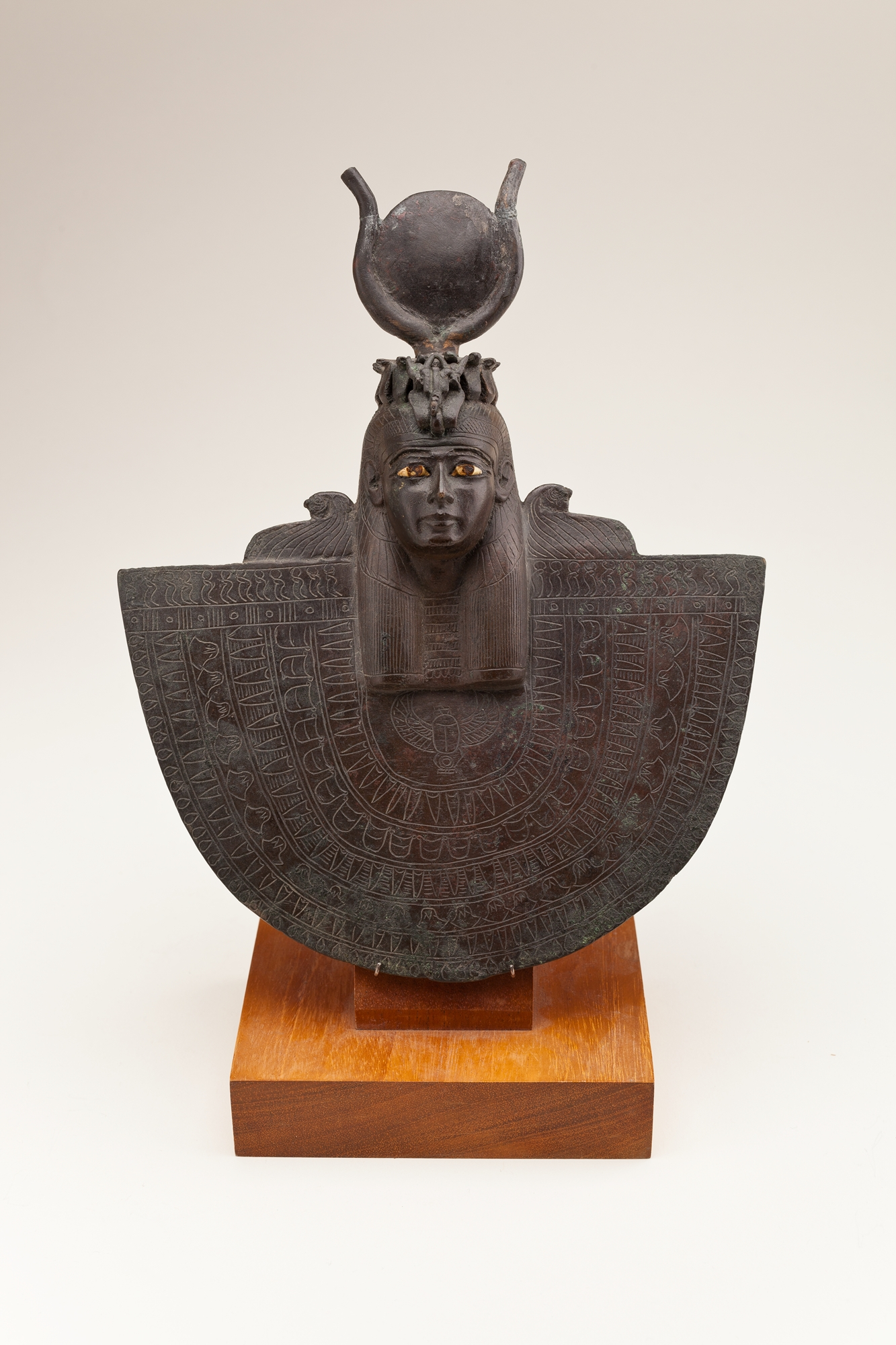
Амулет з обличчям Ісіди, 924–600 роки до н.е.
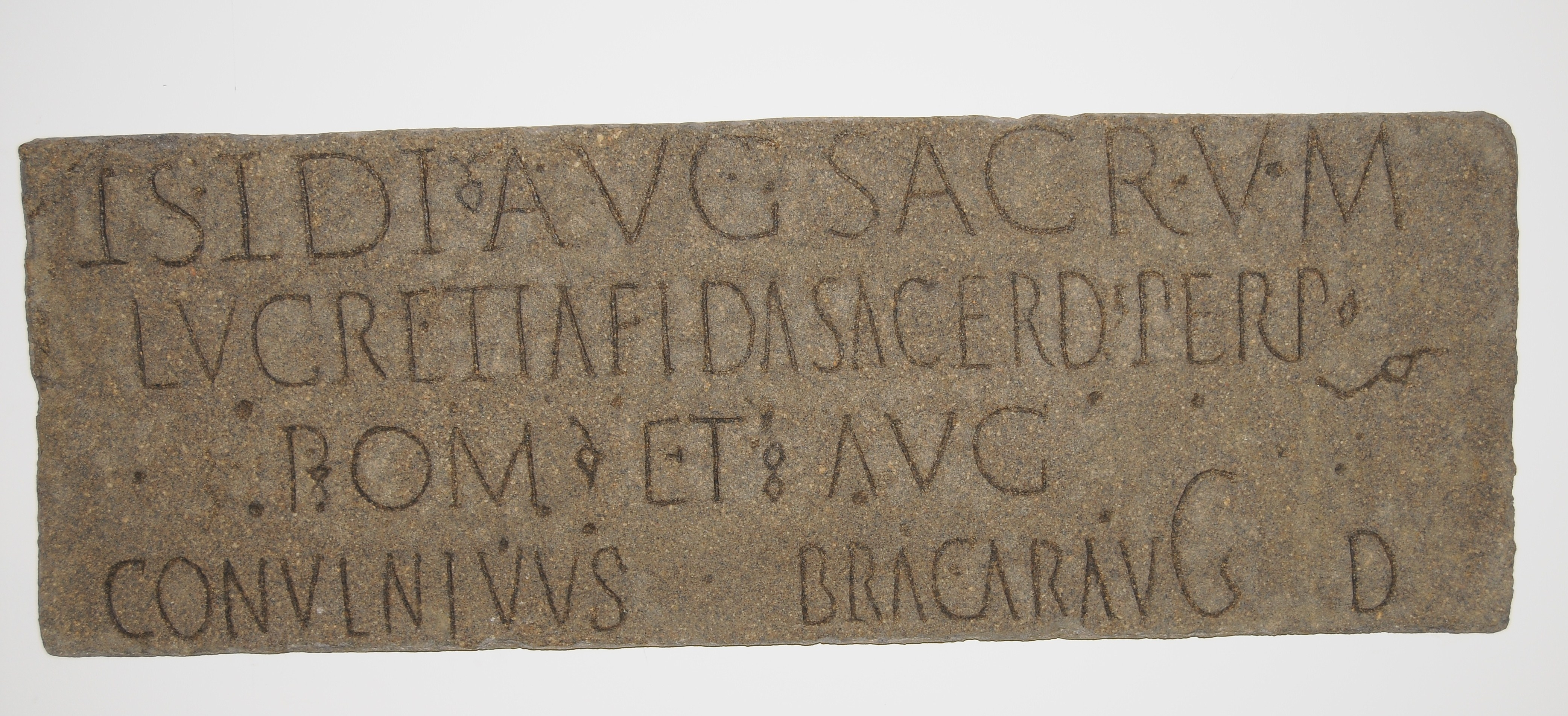
Латинська посвята Ісіді від Лукреції Фіди (Lucretia Fida), sacerdos (священниці) із Галеції